# Ziemledielec (obwód nowosybirski)
Ziemledielec (ros. Земледелец) – osiedle w Rosji, w obwodzie nowosybirskim, w rejonie suzuńskim. W 2010 liczyło 433 mieszkańców.